# VM i orientering 2014
VM i orientering 2014 var den 31. udgave af verdensmesterskabet i orientering. Det blev afviklet mellem 5.−13. juli i de norditalienske regioner, Trentino-Sydtyrol og Veneto. Det var første gang, at verdensmesterskaberne afvikles i Italien. Det bliver første gang, at det nye mesterskabskoncept benyttes ved VM.

## Resultater og medaljetagere

### Herrer

#### Langdistance[3]
1. Thierry Gueorgiou,  Frankrig, 1:34.45
2. Daniel Hubmann,  Schweiz, 1:36.12
3. Olav Lundanes,  Norge, 1:37.09

#### Mellemdistance[4]
1. Olav Lundanes,  Norge, 38:12
2. Fabian Hertner,  Schweiz, 38:30
3. Oleksandr Kratov,  Ukraine, 38:46

#### Sprint[5]
1. Søren Bobach,  Danmark, 15.37,2
2. Daniel Hubmann,  Schweiz, 15.39,3
3. Tue Lassen,  Danmark, 15.41,4

#### Stafet
1. Sverige (Jonas Leandersson, Fredrik Johansson, Gustav Bergman), 1:56:49
2. Schweiz (Fabian Hertner, Daniel Hubmann, Matthias Kyburz), 1:57:58
3. Frankrig (Frederic Tranchand, Francois Gonon, Thierry Gueorgiou), 1:58:03

### Damer

#### Langdistance[6]
1. Svetlana Mironova,  Rusland, 1:19.44
2. Tove Alexandersson,  Sverige, 1:20.15
3. Judith Wyder,  Schweiz, 1:20.34

#### Mellemdistance[7]
1. Annika Billstam,  Sverige, 37:03
2. Ida Bobach,  Danmark, 37:25
3. Tove Alexandersson,  Sverige, 37:27

#### Sprint[8]
1. Judith Wyder,  Schweiz, 15.32,0
2. Tove Alexandersson,  Sverige, 15.43,9
3. Maja Alm,  Danmark, 15.45,7

#### Stafet[9]
1. Schweiz (Sara Luescher, Sabine Hauswirth, Judith Wyder), 1:51:11
2. Danmark (Emma Klingenberg, Ida Bobach, Maja Alm), 1:51:32
3. Sverige (Helena Jansson, Annika Billstam, Tove Alexandersson), 1:53:56

### Mixed

#### Sprintstafet[10]
1. Schweiz (Rahel Friederich, Martin Hubmann, Matthias Kyburz, Judith Wyder), 59.04
2. Danmark (Emma Klingenberg, Tue Lassen, Søren Bobach, Maja Alm), 59.07
3. Rusland (Anastasija Tichonova, Gleb Tichonov, Andrej Chramov, Galina Vinogradova), 59.15